# Équipe des Philippines de rugby à XIII
L'équipe des Philippines de rugby à XIII est l'équipe qui représente les Philippines dans les compétitions internationales. Elle regroupe les meilleurs joueurs philippins (ou d'origine philippine)  de rugby à XIII.

## Histoire
La fédération de rugby à XIII des Philippines, The Philippines National Rugby League (PNRL), a été fondée en 2011 avec pour objectif de diffuser la pratique du rugby à XIII en Asie. La PNRL a alors pour perspective de créer et faire jouer une  équipe nationale, et c'est la même année, en  2011, qu'elle annonce que les Philippines vont jouer leur tout premier match à un tournoi de rugby à IX, le  Cabramatta International Nines.
C'est vraiment par ce tournoi de rugby à IX, que les Philippins disputent trois fois en envoyant des équipes nationales de différents niveaux, que l'équipe asiatique va acquérir un temps de jeu indispensable à sa progression .
Le premier test-match est disputé en 2012 avec une large victoire des Philippins sur un autre équipe nouvelle en rugby à XIII ; la Thaïlande.

## Participation au  championnat des nations émergentes de 2018
L'équipe des Philippines est versée dans la poule A de la troisième édition du championnat des nations émergentes de 2018, à la suite du tirage au sort organisé par la RLIF.
Elle aura fort à faire pour se qualifier pour les demi-finales car elle rencontre deux adversaires expérimentés ou de culture treiziste : Malte , de culture rugbystique britannique, et Niue, qui bien que débutant aussi au niveau compétitif, est de culture rugbystique océanienne avec ses connexions avec l'Australie et la Nouvelle-Zélande.
Le 1er octobre 2018, les Philippins rencontrent Malte au Windsor Sporting Complex.
Le 4 octobre, ils rencontrent Niue au St Marys Leagues Stadium.
Les Philippines font un parcours honorable. Certes, elles terminent dernières de leur poule, mais se qualifient pour le tournoi secondaire, le « Trophée ». Elles battent alors la Turquie 29 à 16 en demi-finale pour ne perdre en finale face à la Pologne que de seulement 4 points (10-14). Ce faisant, elles finissent sixièmes (sur onze équipes) du tournoi.

## Test-match face à l'Italie en 2019
En 2019, un test-match est annoncé contre l'Italie.

## Personnalités et joueurs emblématiques
Malgré la jeunesse de l'équipe, deux joueurs philippins ont déjà fait l'objet d'une certaine médiatisation, dans la mesure où ils jouent pour un club anglais : Les London Skolars. Il s'agit de deux frères jumeaux ; Judd et Mike Greenhalgh. Leur mère étant philippine, ils sont tout à fait qualifiés pour jouer dans l'équipe nationale. Judd s'est illustré en marquant 7 essais en 15 matchs en 2014.
En 2014, un joueur, Luke Srama, capitaine de l'équipe nationale, acquiert une relative notoriété, en étant recruté par un club français. Celui de Réalmont.
Un autre joueur philippin est connu dans le milieu treiziste en la personne d'Almer Salvilla, qui joue à Burtonwood Bridge.
En 2018, le pilier de 19 ans, Ryan Jones, s'illustre lors du Championnat du monde de rugby à XIII des nations émergentes 2018 .

## Vidéographie
Philippines-Pologne en 2018(match du Championnat des nations émergentes)